# F. R. Boschvogel
F. R. Boschvogel, Pseudonym von Frans Ramon, (* 22. September 1902 in Zedelgem-Aartrijke; † 13. Januar 1994 in Kortemark) war ein flämischer Schriftsteller. Er ist für historische Romane und Erzählungen bekannt, die meist im mittelalterlichen Flandern handeln.

## Leben
Nach dem Studium an der Normalschule von Torhout war Boschvogel zunächst als Lehrer in seinem Heimatort und in Zedelgem tätig. Später ging er als Lehrer für Geschichte nach Diksmuide und Brügge.
1942 erschien Boschvogels erster Roman mit dem Titel Willem van Loo, der die Lebensgeschichte Wilhelm von Ypern’s aufgreift. Der Roman wurde 1943 mit dem Karel Barbierpreis der Königlichen Akademie für Niederländische Sprach- und Literaturwissenschaften (KANTL) ausgezeichnet.
Sein 1952 erschienener Roman Vlaanderen die Leu (Der Löwe von Flandern) wurde 1978 vom Flämischen Rundfunk (BRT) als mehrteilige Fernsehserie Dirk van Haveskerke verfilmt.
Ein weiteres von Boschvogel benutztes Pseudonym war ’t Houtmanneke (das Holzmännchen).

## Werke

### Werke in deutscher Übersetzung
- Nicht verzweifeln, Maria-Christina. Pattloch, Aschaffenburg 1951 (Übersetzung Hans Heinrich Reykers)
- Maria, meine Mutter. Bonner Buchgemeinde, Bonn 1954 (Übersetzung Georg Hermanowski)
- Dein leuchtendes Haar. Amarilla, Köln 1956 (Übersetzung Georg Hermanowski)
- Der Hof der drei Könige. Bachem, Köln 1957 (Übersetzung Georg Hermanowski)

### Werke (flämisch)
- 1926: Van Toontje die naar Rome ging (Von Toontje, der nach Rom ging)
- 1933: Een Vlaamsche martelares (Ein flämischer Märtyrer) über Godelieve van Gistel
- 1934: Pater Mathew, über Theobald Mathew
- 1939: Graaf Hapken en de roofridder (Graf Hapken und der Raubritter), über Boudewijn VII van Vlaanderen / Boudewijn Hapken
- 1938: Ons schoon West-Vlaanderen (Unser schönes Westflandern), Reiseerzählung
- 1939: Drie sinten in een kerkraam (Drei Heilige auf einem Kirchenfenster)
- 1940: Als ich can (Wenn ich kann), Lebensbeschreibung von Jan Van Eyck
- 1941: Willem Van Loo, Historischer Roman – Karel Barbierpreis der Königlichen Akademie für Niederländische Sprach- und Literaturwissenschaften (KANTL)
- 1942: Robrecht de Fries, Historischer Roman
- 1942: Galerij van Diestsche grooten
- 1944: Pastoor J. Leroy, Biografie von Jules Leroy
- 1944: Peter Benoit, Biografie
- 1945: Het hof der Drie Koningen (Der Hof der drei Könige), historischer Roman
- 1945: Zandstuivers: vier Houtlandse novellen (4 Novellen über das Houtland in Westflandern), enthält Steven Dagraad en Blondientje Sinnaeve, Rare vogels uit de dorpskooi, Liete Mande und Zuster Marie
- 1945: Antoon Van Dyck, (historische Biografie)
- 1946: De beukenhage (Der Buchenwald), Volksroman
- 1946: Een boek vol sprookjes (Sprüche) Teil 1 von F.R. Boschvogel vertelt
- 1948: Een bont vertelselboek (Ein buntes Erzählbuch), Teil 2 von F.R. Boschvogel vertelt
- 1948: Een boek vol sagen (Ein Buch voller Sagen), Teil 4 von F.R. Boschvogel vertelt
- 1948: Niet wanhopen, Marie-Christine (Nicht verzweifeln), historischer Roman
- 1948: Avonturen uit Gods verre Jachtvelden (Abenteuer aus Gottes weiten Jagdgründen)
- 1949: Godelieve, Lebensbeschreibung in Romanform
- 1950: Een gulden legendenboek (Ein goldenes Legendenbuch), Teil 3 von F.R. Boschvogel vertelt
- 1950: Uw glanzende vlechten, Amarilla (Deine glänzenden Zöpfe), historischer Roman
- 1951: Waar Maas en Schelde vloeien (Wo Maas und Schelde fließen), Reiseerzählung
- 1951: Een boek vol vreemde sagen (Ein Buch voller fremder Sagen), Teil 5 von F.R. Boschvogel vertelt
- 1951: Een boek vol avonturen (Ein Buch voller Abenteuer), Teil 6 von F.R. Boschvogel vertelt
- 1952: Vlaanderen die Leu (Der Löwe Flanderns), historische Erzählung
- 1952: Roeland vaart met Magellaan (R. fährt mit M.), historische Erzählung
- 1952: Boompje (Baum)
- 1954: In dienst van de hertog (In Dienst des Herzogen)
- 1954: Maria, mijn moeder (Maria, meine Mutter)
- 1954–1955: Historische verhalen (Historische Erzählungen)
- 1956: De jager Amandus (Der Jäger A.), historische Erzählung
- 1956–1957: Land en volk (Land und Volk)
- 1958: De zoon van de Vinkinger (Der Wikingersohn)
- 1958: De ridder met de bult (Der Ritter mit dem Buckel)
- 1958: Aarnout, de onoverwinnelijke ridder (A., der unbesiegbare Ritter)
- 1959: Kunegonde speelt met vuur (Kunigunde spielt mit dem Feuer), historischer Roman
- 1959: Inkeltje en Pinkeltje, Kindergeschichte
- 1959: Met de ballon van oom Stien (Mit Onkel Stiens Ballon), Kindergeschichte
- 1960: Boekoe, de jonger jager (B., der junge Jäger), historische Erzählung
- 1960: Door een smal gangetje (Durch einen engen Gang), historische Erzählung
- 1961: Klaas Zannekin (1961), über Nicolaas Zannekin
- 1961: Nansjenfoe de tweede (N., der Zweite), Lebensbeschreibung in Romanform
- 1962: 20 Vlaamse avonturiers (20 flämische Abenteurer)
- 1962: De graaf die zijn naam verdiende (Der Graf, der sich seinen Namen verdiente)
- 1962: Van de voet naar de top van de berg. Het leven van paus Joannes XIII, über Papst Johannes XIII.
- 1963: De geit van moeder Mie (Die Ziege von Mutter Mie), Kindergeschichte
- 1963: Jantje en Antje, Kindergeschichte
- 1965: Paulus op de stoel van Petrus (Paulus auf dem Stuhl von Petrus)
- 1967: Hoor die Rika fluiten (Höre Rika pfeifen), Roman
- 1967: Gouden dagen in Italië (Goldene Tage in Italien), Reiseerzählung
- 1968: Kom, Hermine, Zigeunerroman
- 1971: De Brugse mastklimmer (Der Mastkletterer von Brügge), historischer Roman
- 1974: Boschvogels groot sagenboek (B.s großes Sagenbuch), Jugenderzählungen
- 1977: Jan-Pier de Tempelier (Jan-Pier, der Templer)
- 1978: Boschvogels Europees sagenboek (B.s europäisches Sagenbuch)
- 1980: Sagen en legenden uit Vlaanderen (Sagen und Legenden aus Flandern)
- 1985: Verhalen wereldwijd (Erzählungen aus aller Welt)

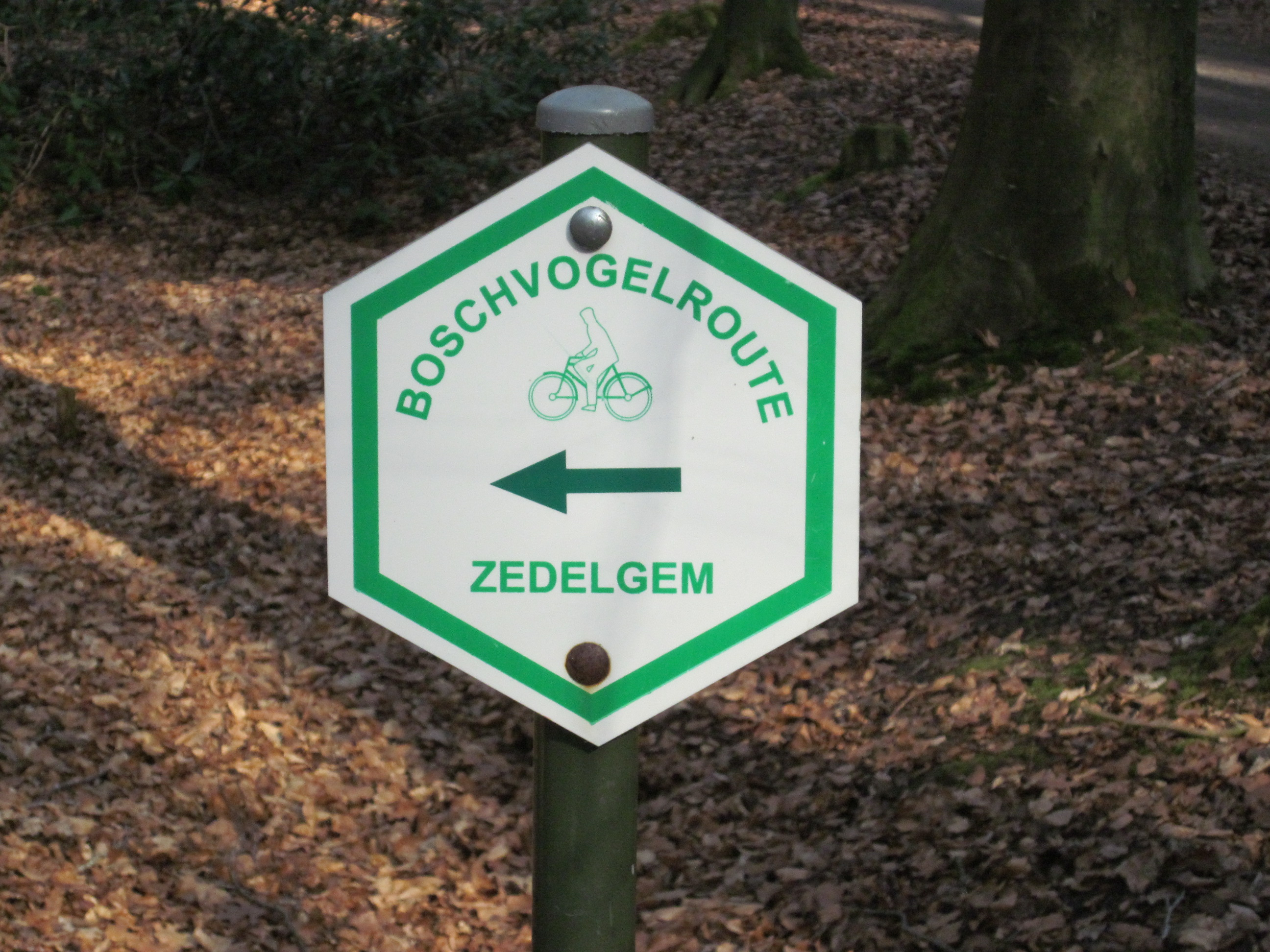
Boschvogelroute

## Boschvogelkreis
Im Jahr 1977 hat sich der Boschvogel-Freundeskreis Boschvogelkring gebildet, der an das Leben und Werk des Schriftstellers Boschvogel erinnert.

## Boschvogelroute
Zum 100. Jahrestag der Ortsgruppe der Landesgilde (Landelijke Gilde) von Aartrijke hat diese einen Fahrradweg, genannt die Boschvogelroute eröffnet. Es handelt sich um einen Rundweg von 45 km Länge, der rund um den Ort Zedelgem führt.